# Conus vexillum sumatrensis
Conus vexillum sumatrensis is een ondersoort van de zeeslakkensoort Conus vexillum, uit het geslacht Conus. De slak behoort tot de familie Conidae. Conus vexillum sumatrensis werd in 1792 beschreven door Hwass in Bruguière. Net zoals alle soorten binnen het geslacht Conus zijn deze slakken roofzuchtig en giftig. Zij bezitten een harpoenachtige structuur waarmee ze hun prooi kunnen steken en verlammen.